# Милен Алемпијевић
Милен Алемпијевић (Чачак, 1965) српски је књижевник и директор Фестивала анимираног филма „Аниманима“.

## Биографија
Рођен је 1965. године у Чачку, а формално образовање економисте стекао школовањем у Чачку, Београду и Новом Саду. Пише поезију, приповетке и држи предавања на теме из области филмске уметности, џеза и анимираног филма. Ради у Дому културе у Чачку као уредник филмског и видео програма.

## Објављена дела

### Поезија
- Склупчани гласови ( Градска библиотека, Чачак, 1995)  41437452
- Слани човек ( НИД Записи, Чачак, 1997)  55654924
- На тим рукама ( ауторско издање, 1999)  86657292
- О врстама смеха ( Повеља, Краљево, 2001)  169037319
- Алгебра; уздах ( Рад, Београд, 2002) 978-86-09-00787-3.  100822796
- Жабљи мед ( КОВ, Вршац). 2005.  978-86-7497-084-3.  121613836
- Утопијице ( Матична библиотека “Светозар Марковић“, Зајечар, 2007) 978-86-86305-10-7.  144854796

### Приповетке
- Хаљина са цветовима ( Градска библиотека, Чачак, 1999)  77572876
- Измишљање љубави ( Нолит, Београд, 2001) 978-86-19-02212-5.  93422092
- Срећа окупаног човека (Филип Вишњић, Београд, 2005) 978-86-6081-098-6.  193154316

### Роман
- Шлустрик ( Албатрос Плус, Београд, 2012)[2].  978-86-7363-435-7. 121819660

### Збирка есеја
- Уметност претеривања, збирка есеја о онимираном филму (Уметничка радионица „Ludibundus“). 2014.  978-86-80042-00-8.  209579276

## Приређивачки рад
- Часопис за књижевност, уметност и кутуру ГРАДАЦ, број 183-184 о џезу ( Уметничко друштво Градац, Београд, 2012)[3]